# 卡斯特列特和戈纳尔
卡斯特列特和戈纳尔（西班牙語：Castellet y Gornal），是西班牙加泰罗尼亚巴塞罗那省的一个市镇。总面积47平方公里，总人口2261人（2013年），人口密度48人/平方公里。